# Caju
Caju és un barri de la Zona Central de Rio de Janeiro, al Brasil. La seva ocupació va començar a mitjans de 1800 i avui forma part del Port de Rio de Janeiro. Entre 1830 i 1940 va ser un barri noble, però avui dia té característiques d'un barri proletari. Limita amb els barris São Cristóvão, Vasco de Gama, Benfica, Santo Cristo, Marea i Manguinhos. És conegut per acollir la part més important del port, el pont President Costa i Silva, l'Hospital Provincial d'Ortopèdia, el Memorial de Carmo, el cementiri Sant Francisco Xavier, el Museu de la Neteja Urbana, diverses àrees militars i una gran quantitat de drassanes.

## Història
A Caju es troba la Quinta on el rei es banyava. Es coneix com a Casa de Banys de Joan VI de Portugal i acull actualment el Museu de la Neteja Urbana.
Segons el cronista Charles Julius Dunlop, autor del llibre Rio Antigo: "Era una regió molt bella, de platges amb sorres blanques i aigua cristal·lina, on no era rara la visió del fons de la Badia, tenint com habitants comuns les gambetes, cavalls marins, sardines i fins i tot balenes".
Aproximadament davant de la Punta del Caju (actual carrer Monsenyor Manuel Gomes), el proveïdor de la Santa Casa de Misericòrdia José Clemente Pereira va instal·lar el 1839 el primer Cementiri de Rio de Janeiro per a indigents, fins llavors enterrats en el cementiri vell del carrer Santa Lucia. Allà s'estava construint el nou hospital de la Santa Casa (que existeix en l'actualitat).
A partir de 1851 la Santa Casa, inauguraria el primer dels cementiris públics de la ciutat, en terrenys de l'antiga Hisenda Murundu, de Baltazar Pinto dels Reis, la residència principal dels quals es transformaria el 1855 en una infermeria per als pobres, punt de partida per a l'Hospital de La nostra Senyora del Socors (existeix en l'actualitat). L'actual complex de cementiris inclou el Cementiri Comunal Israelià.
L'11 de novembre de 1892, el llavors president Campos Sales va inaugurar el nou Arsenal de Guerra. En 1890, el vescomte Ferreira de Almeida va construir la seva Casa de Retir per a la Vellesa Desemparada en el morro de la Quinta de Caju. Al carrer Carlos Seidl es va inaugurar el 1890 l'hospital de Sao Sebastiao, el primer d'aïllament de Rio de Janeiro.
A principis del segle XX es van realitzar obres per guanyar terra al mar (els aterros). L'antiga Platja de Sao Cristóbal es va convertir a les actuals carrer Sao Cristóbal, Plaza President Seve, carrer de la Igrejinha i carrer Monsenyor Manuel Gomes. Per la seva banda, la platja de Caju passava pel carrer Monsenyor Manuel Gomes (el "carrer dels cementiris") i acabava al carrer homònim.